# Internet Brands
Internet Brands, C.A., es una compañía estadounidense de internet establecida en El Segundo, California, que opera en línea en medios electrónicos, comunidad de internet y sitios de comercio electrónico en mercados verticales. 
La compañía también desarrolla y licencia software de internet de las licencias y aplicaciones de redes sociales.